# Swami Vivekananda
Swami Vivekananda (Svāmī Vivekānanda, en AIST; স্বামী বিবেকানন্দ, en letra bengalí; स्वामी विवेकानन्द, en letra devanagari; pronunciadoⓘ) (Calcuta, 12 de enero de 1863 - Belur Math, 4 de julio de 1902) fue un pensador, místico y líder religioso indio, discípulo de Ramakrishna.
Fue el primero y más famoso de los líderes espirituales indios del siglo XIX.
Propagó por Occidente la escuela hinduista de aduaita (no dualidad) de la doctrina vedanta y en 1897 fundó la organización Ramakrishna Mission y dos años después la orden monástica Ramakrishna Math. Viajó a Chicago en 1893 para participar en el Parlamento Mundial de Religiones, en el que fue orador. Tras el Congreso se dedicó a difundir su mensaje por varias ciudades de Estados Unidos y escribió diversos libros sobre el mensaje de la escuela vedanta. Introdujo simultáneamente el yoga y el vedanta en Estados Unidos e Inglaterra con sus conferencias, seminarios y discursos privados de doctrina vedanta.
Vivekananda fue el primer religioso hinduista en viajar a Occidente.[cita requerida]

## Biografía

### Nacimiento e infancia
Narendranath Datta nació en Shimla Pally (en Calcuta) el 12 de enero de 1863, hijo de Viswanath Datta y Bhuvaneswari Devi. Ya desde joven mostró una mente precoz y una memoria excelente. Practicó meditación desde edad muy temprana. En la escuela era bueno en los estudios y también en juegos de varias clases. Organizó una compañía de teatro amateur y un gimnasio y tomó lecciones de esgrima, lucha, remo y otros deportes. También estudió música instrumental y vocal. Ya desde joven reflexionaba sobre la validez de las costumbres supersticiosas y de la discriminación basada en casta. En 1879 Narendra ingresó en el Presidency College de Calcuta para estudios superiores, y un año después ingresó en la Facultad de la Iglesia Escocesa de Calcuta, donde estudió filosofía, lógica occidental, filosofía occidental e historia europea y mundial.
Ya desde joven surgían en la mente de Narendra preguntas sobre Dios y su presencia. Esto le hizo asociarse con Brahmo Samásh, importante movimiento religioso de la época dirigido por Keshub Chander (padre). Junto a su compañero de clase y amigo Brayendra Nath asistía regularmente a las reuniones de la organización disidente Sadharan Brahmo Samásh. Posteriormente se alineó con Nava Vidhan de Keshub Chander (padre), continuando Seal como miembro iniciado. Durante este tiempo que pasaron juntos, Datta y Seal intentaron comprender las complejidades de la fe, el progreso y la visión espiritual estudiando las obras de John Stuart Mill, Auguste Comte, Herbert Spencer y G. Hegel.  
Los rezos en congregación y las canciones piadosas del Samásh no podían satisfacer el deseo de Narendra por experimentar la presencia de Dios. Preguntaba a los líderes de Brahmo Samásh si habían visto a Dios, pero sus respuestas no lograban satisfacer su sed de conocimiento. En esta época William Hastie (rector de la Universidad de la Iglesia Escocesa) dijo que Vivekananda era el Sri Ramakrishna de Dakshineswar.

### Con Ramakrishna
Narendra conoció a Ramakrishna por vez primera en noviembre de 1881. Hizo a Ramakrishna la misma pregunta que había hecho tantas veces a otros: «Mahashaia [venerable señor], ¿usted ha visto a Dios?»
La respuesta instantánea de Ramakrishna fue: «Sí, veo a Dios como te veo a ti aquí, solo que de manera mucho más intensa. Se puede conocer a Dios, se puede ver a Dios y hablar con Él como te estoy viendo y hablando a ti, pero ¿a quién le importa? La gente derrama torrentes de lágrimas por esposas, hijos, riquezas o prosperidad, pero ¿quién hace lo mismo por Dios? Dios se manifiesta con toda seguridad a todo el que llora por Él».
Narendra quedó asombrado y desconcertado. Sentía que las palabras de este hombre eran sinceras y venían de la profundidad de la experiencia y comenzó a visitar a Ramakrishna con frecuencia. Al principio no podía creer que un hombre tan sencillo hubiera visto a Dios pero gradualmente empezó a tener fe en lo que decía Ramkrishna.
Aunque Narendra no pudiese aceptar a Ramakrishna y sus visiones, no podía rechazarle. Siempre fue parte de la naturaleza de Narendra probar algo a fondo antes de aceptarlo o rechazarlo. Puso a prueba a Ramakrishna al máximo, pero el maestro era paciente, compasivo, con buen humor, y lleno de amor. Nunca pidió a Narendra que abandonase el raciocinio y sobrellevó todas las discusiones y sondeos de Narendra con paciencia. Después de un tiempo Narendra aceptó a Ramakrishna y cuando le aceptó su aceptación fue de todo corazón. Aunque Ramakrishna enseñaba a sus demás discípulos principalmente dualidad y bhakti (devoción a Dios), a Narendra le enseñó el aduaita vedanta, la filosofía del no dualismo.
Durante los cinco años de su educación bajo Ramakrishna, Narendra pasó de ser un joven agitado, desconcertado e impaciente a ser un hombre maduro y preparado para renunciar a todo por conseguir realizar a Dios. Ramakrishna falleció en agosto de 1886 y después Narendra y un grupo de los principales discípulos de Ramakrishna tomaron votos monásticos renunciando a todo, y empezaron a vivir en una casa (supuestamente hechizada) en Baranagar (Baranagore). Pedían limosna para calmar el hambre y sus demás necesidades eran asumidas por otros discípulos más ricos con familia.

### Viajes por la India

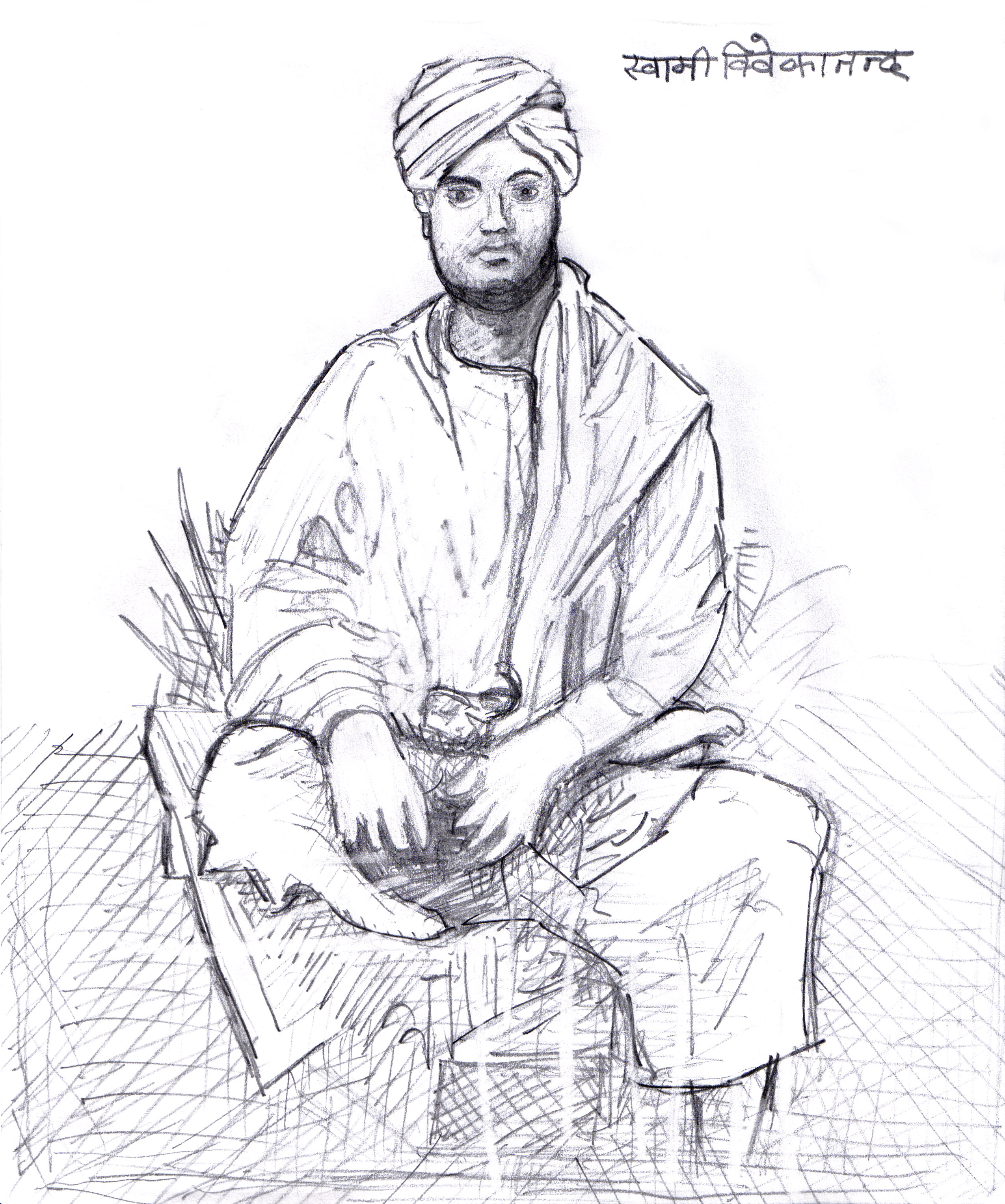
Dibujo a lápiz de Vivekananda.

El joven monje de Baranagore pronto sintió deseos de vivir la vida de monje errante con ropa humilde, una fuente para limosnas y ninguna otra propiedad. En julio de 1890, Vivekananda emprendió un largo viaje sin saber adónde lo llevaría. El viaje lo llevó a lo largo y ancho del subcontinente indio. Durante esta época, Vivekananda tuvo varios nombres como Vividisha Ananda (en sánscrito, vividisha significa ‘deseo de conocimiento’ y ananda ‘dicha’), Sat Chid Ananda, etc. Se dice que el rey o maharajá de Khetri le dio el nombre de Viveka Ananda por su discernimiento de las cosas buenas y malas.
Durante estos días errantes, Vivekananda vivió en palacios de reyes y en chozas de pobres. Entró en contacto cercano con la cultura de las diversas regiones de la India y las diversas clases sociales. Vivekananda observó el desequilibrio en la sociedad y la tiranía en nombre de las castas y se dio cuenta de la necesidad de una renovación nacional si la India quería sobrevivir. Llegó a Kanyakumari, la punta del extremo sur del subcontinente indio el 24 de diciembre de 1892. Atravesó el mar nadando hasta una roca solitaria y allí empezó a meditar. Meditó durante tres días, y posteriormente dijo que meditó acerca del pasado, presente y futuro de India. La roca llegó a ser el monumento a Vivekananda en Kanyakumari.
Vivekananda fue a Chennai / Madrás y habló a los jóvenes de Madrás sobre sus planes para la India y el hinduismo. Quedaron impresionados por el monje y le instaron a ir a los Estados Unidos para representar al hinduismo en el Parlamento Mundial de las Religiones. El Rajá de Ramnad, que fue invitado primeramente para la conferencia, promovió a Vivekananda como persona más adecuada para representar la visión del hinduismo en el Parlamento. Así, ayudado por sus amigos en Chennai, Bhaskara Sethupathi, el Rajá de Ramnad y los Maharajás de Mysore y Khetri, Vivekananda se puso en marcha rumbo a Estados Unidos.
En uno de sus discursos en California, el swami describió su experiencia de la vida errante de la siguiente manera:

Muchas veces he estado a punto de morir de hambre con los pies doloridos y fatigado; durante días y días no tenía que comer, y a menudo no podía caminar más; me hundía bajo un árbol, y la vida parecería irse poco a poco. No podía hablar, apenas podía pensar, pero por fin la mente volvía a la idea: «No temo a la muerte; nunca nací, nunca moriré; nunca tengo hambre ni sed: ¡soy él! ¡soy él! La naturaleza entera no me puede aplastar; es mi sirviente. ¡Afirma mi fuerza, señor de señores, dios de dioses! ¡Recupera tu imperio perdido! ¡Levántate y no pares!». Y me levantaba con fuerza nueva; y aquí estoy ahora, ¡vivo! Así, siempre que venga la oscuridad, afirma la realidad y toda adversidad desaparecerá. Porque al fin y al cabo es solo un sueño. Aunque las dificultades parezcan tan grandes como las montañas, y aunque las cosas parezcan terribles y oscuras son solamente maia [ilusión]. No tengas miedo y desaparecerán. Aplástalas y se evaporarán. Pisotéalas y morirán.
Swami Vivekananda

### En Occidente
J. H. Wright, profesor de griego en la Universidad de Harvard, animó a Vivekananda a representar el hinduismo en el Parlamento Mundial de las Religiones de Chicago de 1893. Cuando el swami expresó reservas diciendo que no tenía ninguna credencial, el profesor respondió: «Pedirle credenciales, swami, es como preguntarle al Sol sobre su derecho a brillar». Escribió una carta recomendando a Vivekananda al presidente del comité de selección de delegados diciendo: «Este hombre sabe más que todos nuestros doctos profesores juntos».
Vivekananda fue bien recibido en el Parlamento Mundial de las Religiones de Chicago, donde dio una serie de conferencias. La audiencia se levantó del asiento y le ofreció un caluroso aplauso de dos minutos al comenzar su discurso con las famosas palabras «hermanas y hermanos de Occidente». Cuando terminó el aplauso, el swami empezó su discurso dando gracias a la joven nación «en nombre de la orden monástica más antigua del mundo, la orden vedántica de los saniasins (monjes renunciantes)». Un periódico le describió como «orador por derecho divino y sin duda la figura más grande del Parlamento». La llegada de Vivekananda a los Estados Unidos ha sido identificada por muchos como el principio del interés occidental por el hinduismo, no como singularidad oriental exótica sino como tradición religiosa y filosófica vital que puede realmente tener algo importante que aportar a occidente.
Vivekananda introdujo con éxito el yoga y el Vedanta en Occidente y dio conferencias de introducción en Estados Unidos (1894-1896). Enseñó a cientos de estudiantes en privado con clases gratuitas en su propio domicilio en Nueva York desde 1895. Más adelante, fundó centros de Vedanta en Nueva York y Londres, dio conferencias en las universidades más importantes y encendió el interés occidental por el hinduismo. Su éxito no estaba exento de controversia, en gran parte a causa de algunos misioneros cristianos, a quienes criticó duramente. Después de cuatro años viajando, dando conferencias y organizando retiros continuamente en Occidente, volvió a la India en 1897.

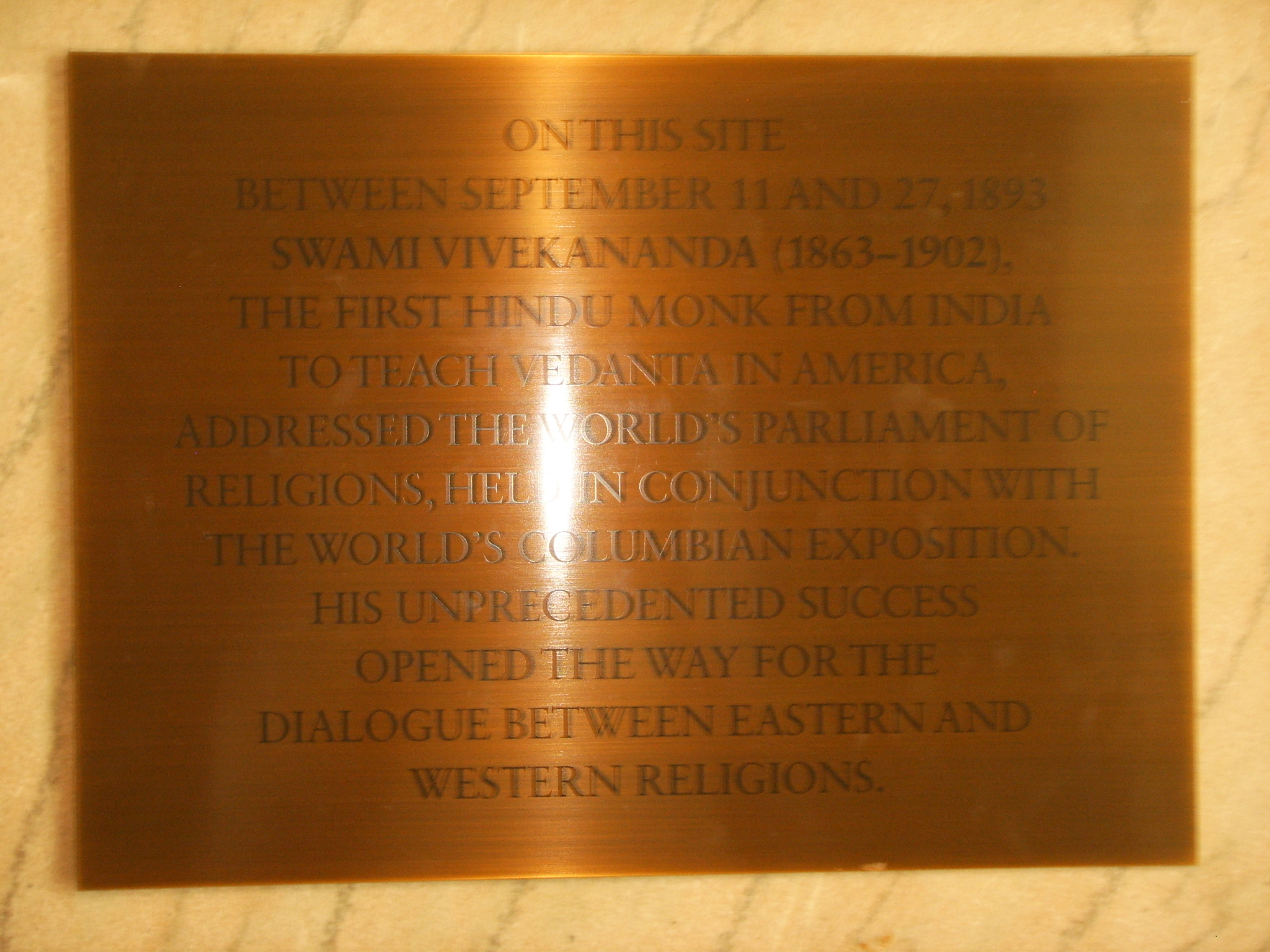
Placa Recordatoria en el Instituto de Arte. La placa dice: «En este lugar, entre el 11 y el 17 de septiembre de 1893, Swami Vivekananda (1863-1902), el primer monje hinduista de la India que enseñó vedanta en Estados Unidos, se dirigió al Parlamento Mundial de las Religiones, celebrada conjuntamente con la Exposición Colombina Mundial. Su éxito sin precedente abrió el camino para el diálogo entre las religiones de Oriente y Occidente». El 11 de noviembre de 1995, se dio formalmente el nombre honorífico de “Calle Swami Vivekananda” al trozo de la Avenida de Míchigan delante del Instituto de Arte.

Hubo un pequeño incidente durante la visita de Vivekananda a Estados Unidos. Una señora estadounidense, impresionada por los pensamientos del Swami, se le acercó y le dijo, «Necesito un hijo de usted, uno que sea exactamente como usted». A lo que Swami Vivekananda respondió: «No necesita un hijo como yo, madre: yo mismo seré su hijo».

### Retorno a la India
Los admiradores y devotos de Vivekananda le dieron un recibimiento entusiasta a su vuelta a la India. En la India dio una serie de conferencias conocidas como Conferencias de Colombo a Almora, que se cree levantaron la moral de la sociedad india, entonces pisoteada. Fundó una de las misiones caritativas más grandes del mundo, la Misión Ramakrishna, y reorganizó la antigua orden monástica Swami, fundando una de las órdenes monásticas más significativas y más grandes de la India, que se llamó Ramakrishna Math.
Sin embargo, tuvo que soportar las críticas de los hindúes ortodoxos por viajar a Occidente. En aquel tiempo apenas había hindúes en Estados Unidos y fue criticado por cruzar el océano, pues en aquella época era causa suficiente para ser marginado. Vivekananda se burlaba de estas críticas de los ortodoxos diciendo «No puedo ser proscrito, pues como monje estoy fuera de las castas». Sus contemporáneos se preguntaban también por sus motivos, preguntándose si la fama y la gloria de su evangelismo hindú comprometían sus votos monásticos originales. Su entusiasmo por Estados Unidos y Gran Bretaña y su devoción espiritual a su madre patria fueron causa de grandes tensiones durante sus últimos años.
Viajó una vez más a Occidente desde enero de 1899 hasta diciembre de 1900. Inculcó espíritu de respeto y buena voluntad en los intercambios entre Oriente y Occidente. Tuvo discípulos estadounidenses, a quienes trajo a la India e inició como swamis, y envió a swamis indios a Estados Unidos, donde ellos y sus sucesores han permanecido desde entonces.

### Fallecimiento
El 4 de julio de 1902 estaba en Belur Math enseñando filosofía vedanta a algunos discípulos. Dio un paseo con su discípulo Swami Premananda, y le dio instrucciones referentes al futuro del Ramakrishna Math. Tras una sesión de oración y meditación, tuvo un ataque cerebrovascular. Sus seguidores difundieron la idea de que a través de esta enfermedad habría alcanzado el maja-samadhi, el último y definitivo trance de samādhi (absorción con Dios).[cita requerida]

## Principios y doctrina
Vivekananda fue un pensador renombrado por derecho propio. Una de sus importantes contribuciones fue demostrar no solo la validez de las doctrinas vedánticas y aduaitas, sino también sus consecuencias sociales e incluso políticas. Una lección importante que dice haber recibido de Ramakrishna fue que «la yivá [el alma] es Shivá» (cada individuo es la divinidad él mismo). Esto llegó a ser su mantra, y acuñó el concepto de daridra narayana seva (literalmente ‘servicio al dios pobre’), o servicio a Dios a través del servicio al prójimo (especialmente a los pobres). «Si verdaderamente la unidad de Brahman subyace bajo todo fenómeno, ¿sobre qué base nos consideramos a nosotros mismos mejor o peor, o más favorecidos o desfavorecidos que los demás?». Esta fue la pregunta que se hizo a sí mismo. Finalmente concluyó que estas distinciones se desvanecen a la luz de la unidad que el devoto experimenta en moksha (liberación o iluminación). Lo que surge entonces es la compasión por esos «individuos» que siguen ignorantes de esa unidad y una determinación por ayudarles.
Svami Vivekananda pertenecía a la rama de vedanta que sostiene que nadie puede ser verdaderamente libre hasta que lo seamos todos nosotros. Incluso el deseo de salvación personal tiene que ser supeditado pues el trabajo incansable por la salvación del prójimo es la marca verdadera de la Iluminación y del concepto de persona iluminada. Fundó el Ramakrishna MSRMM sobre el principio de atman (para la propia salvación y para el bienestar del mundo).
Sin embargo, Vivekananda también abogó por una separación terminante entre la religión y el Estado. Las costumbres sociales de la India (división estricta de la población en castas, etc.) eran el resultado de la enorme influencia de la religión en la conformación social y jurídica de la sociedad india, pero Vivekananda consideraba que en la actualidad la religión no debía seguir interferiendo en asuntos tales como el matrimonio, el derecho hereditario, etc.
La sociedad ideal sería una mezcla del conocimiento del Brahmin, la cultura Kshatriya, la eficacia del Vaisya y el ethos igualitario del Shudra. La dominación por cualquier grupo ha conducido a diversas clases de sociedades defectuosas. Vivekananda creía que ni la religión ni ninguna otra fuerza se debe imponer para crear una sociedad ideal, pues eso es algo que viene de forma natural con el cambio individual en condiciones correctas.
Vivekananda aconsejó a sus seguidores ser santos, no egoístas. También les animaba a practicar el brahmacharya (celibato). En una de las conversaciones con su amigo de la infancia Sri Priya Nath Sinha atribuyó su fuerza física y mental y su elocuencia a la práctica de brahmacharya.
Vivekananda no defendió la creciente ola de parasicología y astrología (un ejemplo se puede encontrar en su discurso «El hombre es el creador de su destino», en Obras completas, volumen 8, notas de charlas y discursos en clase) diciendo que esta forma de curiosidad no ayuda al progreso espiritual sino que realmente lo obstaculiza.
Sobre los occidentales afirmó que eran hijos de Virochana, el gran demonio de la mitología india, y de Occidente decía que «para esa civilización la espada era el medio [para la consecución de determinados fines], el heroísmo la ayuda, y el disfrute de la vida en este mundo y el siguiente el único fin». Consideraba que sus sociedades estaban dominadas por los ricos y los poderosos y que se parecían al sistema de castas indio. A sus amigos británicos les decía: «Vuestros ricos son los brahmanes, y vuestros pobres son los sudras».

## Influencia
Todos los líderes indios importantes del siglo XX han reconocido su influencia, desde Gandhi hasta Subhas Bose. El primer gobernador general de la India independiente, Chakravarti Rajagopalachari, observó una vez que «Vivekananda salvó el hinduismo». Según Subhas Chandra Bose, Vivekananda «es el creador de la India moderna» y para Mohandas Gandhi, la influencia de Vivekananda «multiplicó su amor por su país mil veces». Gandhi, que también luchó por la reforma del hinduismo, dijo: «Los escritos de Svami Vivekananda no necesitan introducción de nadie. Poseen una atracción irresistible». Muchos años después de su muerte, Rabindranath Tagore (miembro prominente de Brahmo Samásh) dijo: «Si quieres conocer la India, aprende de Vivekananda. En él todo es positivo y nada negativo». El Día Nacional de la Juventud de India se celebra en su memoria el 12 de enero, el día de su cumpleaños. Fue un gesto muy apropiado, ya que muchos escritos de Svami Vivekananda son la visión de un joven indio que se esforzó por elevar los valores antiguos mientras tomaba parte activa y completamente en el mundo moderno.
Svami Vivekananda es reconocido generalmente como inspirador del movimiento indio de lucha por la independencia. Sus escritos inspiraron a una generación entera de luchadores por la libertad, como por ejemplo Sri Aurobindo / Aurobindo Sri Ghose y Bagha Jatin. Vivekananda era hermano del extremista revolucionario, Bhupendranath Datta. Subhash Chandra Bose, una de las figuras más prominentes del movimiento indio por la independencia dijo:

No puedo escribir sobre Vivekananda sin entrar en éxtasis. Pocos podrían comprenderle, incluso entre los que tuvieron el privilegio de llegar a conocerle de cerca. Su personalidad fue rica, profunda y compleja... Temerario en su sacrificio, incesante en sus actividades, ilimitado en su amor, profundo y versátil en su sabiduría, vehemente en sus emociones, despiadado en sus ataques, pero sencillo como un niño, fue una personalidad excepcional en este mundo nuestro.
Subash Chandra Bose

Sri Aurobindo consideraba a Vivekananda como su mentor espiritual.
Vivekananda fue un alma impetuosa como ninguna, un león entre los hombres, pero las obras que nos legó son inconmensurables para nuestra impresión de su poder creativo y su energía. Percibimos su influencia actuando todavía de forma gigantesca, sin saber bien cómo ni donde, en algo que todavía no está formado, algo leonino, grande, intuitivo, ennoblecedor, que ha entrado en el alma de la India y que nos hace decir: «Admiremos cómo Vivekananda vive todavía en el alma de su madre y en las almas de sus hijos». Sri Aurobindo, 1915, en la Revista Védica.
Vivekananda inspiró a Jamshedji Tata a fundar el Instituto Indio de la Ciencia, una de las mejores instituciones de la India. Tuvo algunos contactos con Max Mueller. El físico europeo Nikola Tesla fue también influenciado por las enseñanzas de la doctrina religiosa de Svami Vivekananda.
Vivekananda contribuyó especialmente a la recuperación del orgullo nacional entre los hindúes, presentando las enseñanzas antiguas de la India en su forma más pura a una audiencia occidental sin la propaganda diseminada por los administradores coloniales británicos y por los misioneros cristianos, que enfatizaban más el lado idólatra, racista y misógino del hinduismo. Su estancia en Occidente marcaría el camino para que posteriores maestros indios dejaran sus propias marcas en el mundo, y anunciaba la entrada de los hindúes y sus tradiciones religiosas en el mundo occidental.
Las ideas de Vivekananda han tenido una gran influencia en la juventud india. En muchos institutos los estudiantes se reunían y formaban organizaciones para promover la discusión de las ideas espirituales y la práctica de estos altos principios. Muchas de estas organizaciones han adoptado el nombre de Círculo de Estudios Vivekananda. Uno de estos grupos es el IIT Madrás conocido popularmente como VSC. Además, las ideas y enseñanzas de Vivekananda se han extendido y se practican en instituciones de todo el mundo.

## Obra
Vivekananda nos legó obras filosóficas (véanse las obras completas de Vivekananda). Sus libros (recopilados de conferencias dadas alrededor del mundo) sobre las cuatro variedades del yoga (rāja yoga, karma yoga, bhakti yoga y jñana yoga) son textos muy influyentes y considerados aún como fundamentales para cualquiera que se interese en la práctica del yoga. Sus cartas son de gran valor literario y espiritual.
Él se consideraba cantante y poeta.[cita requerida]
Compuso algunas canciones, incluyendo su favorita: Madre Kali. Usó el humor en sus enseñanzas y también era un excelente cocinero. Su lenguaje fluía muy libremente y sus propios escritos en bengalí son testimonio de su creencia de que la palabra, hablada o escrita, debe servir para hacer las cosas más fáciles de entender más que para exponer los conocimientos del orador o escritor.

## Libros de Vivekananda
Publicados en vida
- Raja yoga (1896-1899)
- Vedanta Philosophy: An address before the Graduate Philosophical Society (1896)
- Lectures from Colombo to Almora (1897)
- Bartaman Bharat (March, 1899), Udbodhan[4]
- My Master (1901, The Baker and Taylor Company, New York)
- Vedanta philosophy: lectures on  Jnana Yoga (1902)

Publicados póstumamente (después de 1902)
- Addresses on Bhakti Yoga
- Bhakti Yoga
- The East and the West
- Inspired Talks (1909)
- Narada Bhakti Sutras – translation
- Lectures from Colombo to Almora (1904)
- Para Bhakti or Supreme Devotion
- Practical Vedanta
- Jnana Yoga
- Raja Yoga (1920)
- Speeches and writings of Swami Vivekananda; a comprehensive collection